# Alter (motormerk)
Alter is een historisch Frans merk van inbouwmotoren.
De bedrijfsnaam was: S.A. Motorcycles Alter, Courbevoie.
De was een Franse fabriek die een kleine oplage 50- en 70cc-tweetakten bouwde. Deze werden onder andere toegepast door Arligue, Lavalette-Humblot en Favor. De productie duurde echter niet lang: van 1955 tot 1956.